# عمرلی (ماردین)

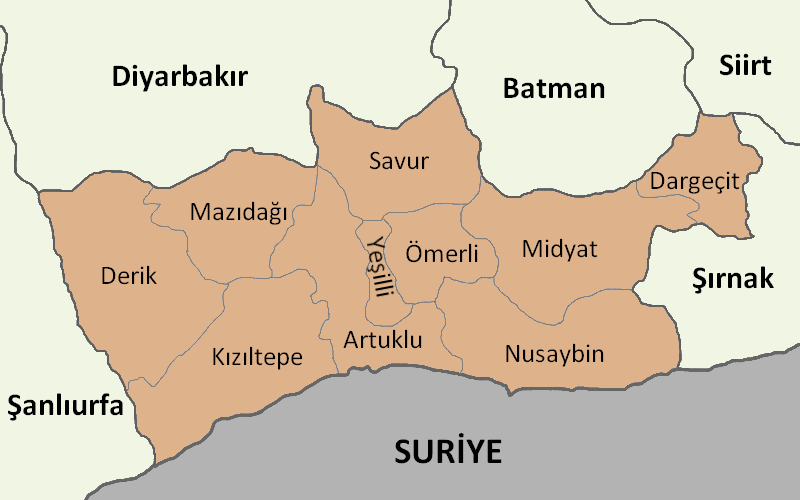
عمرلی (ماردین)

عمرلی، از شهرستان‌های استان ماردین ترکیه است. تا سال 1953 پارچه ای از شهرستان ساوور، با نام روستا و بخش ماسرتی ( کردی : مهسرد ) بود؛ با پیوستن به استان ماردین بخش بودنش به پایان رسید.

## جمعیت
بر پایه آمار سال 2000، جمعیت این شهرستان 15962 تن می باشد. 7353 تن در شهرک کانونی شهرستان زندگی می کنند.